# Jean-Pierre De Maertelaer

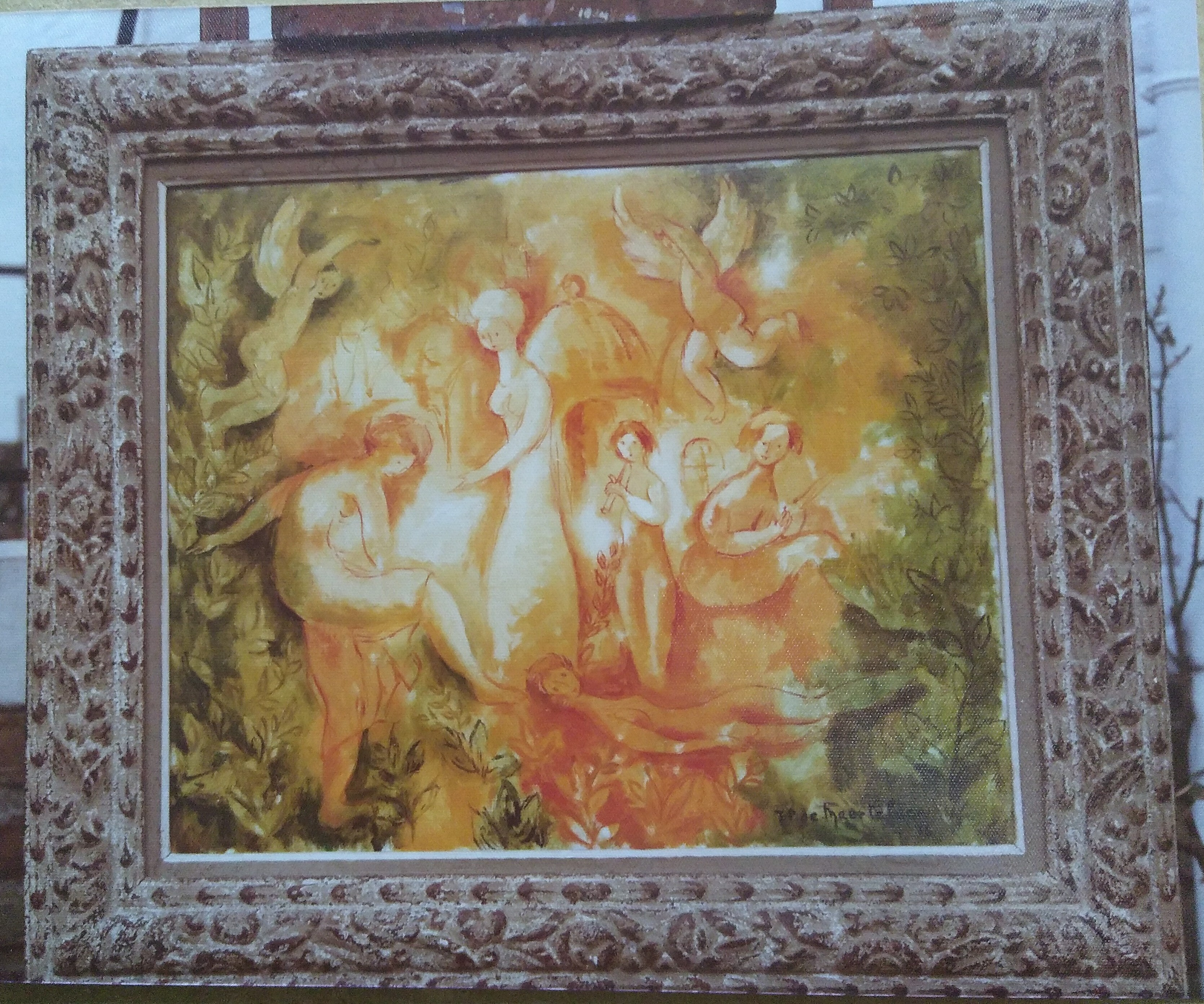
Toile: Terre Promise de Jean-Pierre de Maertelaer, peinte en 1976

Jean-Pierre, Guillaume, Charles De Maertelaer, né le 29 mai 1925 à Schaerbeek et mort en mars (le 2?) 2003 à Bruxelles, est un peintre belge.

## Biographie
Jean-Pierre de Maertelaer, né en 1925 à Schaerbeek, est élève de Frans Smeers à l'Académie royale des beaux-arts de Bruxelles et de C. Permeke au Hoger Instituut voor Schone Kunsten à Anvers. Il crée un monde onirique dans lequel les figures et les objets échappent aux lois de la gravité.
On a de lui une huile sur panneau intitulée Promenade insolite.
Il meurt en 2003 à Bruxelles.